# Millville (Minnesota)
Pour les articles homonymes, voir Millville.
Millville est une ville américaine située dans le Comté de Wabasha, dans le Minnesota. Selon le recensement de 2010, sa population est de 182 habitants.